# Alessio Bertallot
Alessio Bertallot (Aosta, 23 novembre 1962) è un conduttore radiofonico, cantante e disc jockey italiano.

## Cantante
Come voce degli Aeroplanitaliani, partecipa col suo gruppo al Festival di Sanremo 1992 ottenendo la vittoria del Premio della Critica con Zitti zitti (Il silenzio è d'oro). Nell'esecuzione live e in diretta fu eseguita una cesura di 30 secondi di totale silenzio: un gesto forte ed esplicativo del senso del brano, che fu, tra l'altro, il primo di genere rap mai portato al Festival. Bertallot fece poi seguire diverse produzioni discografiche, sia soliste che con gli Aeroplanitaliani che con altri artisti, fra cui Poesie Fuoribordo, un crossover tra la poesia di Eugenio Montale, la canzone e l'improvvisazione jazz, e successivamente l'album solista NON, un esperimento di convivenza di parola, poesia, basso e batteria. Dal 2000 è inoltre autore di una serie di compilation,  nuove pubblicazioni con Aeroplanitaliani, fra cui i singoli di successo  Bella  e la cover di Canzone d'Amore del gruppo italiano Le Orme.

## Conduttore radiofonico e televisivo
Parallelamente alla carriera di musicista e cantante Bertallot porta avanti l'attività di conduttore e DJ, presentando programmi sulla musica alternativa sia in TV che in radio. In particolare dal 1996 al 2010 è stato la voce di B Side su Radio Deejay, programma in cui veniva dato ampio risalto ai generi musicali meno noti al grande pubblico, talvolta con l'apporto live degli artisti. Terminata l'esperienza di B Side, dal settembre 2010 a giugno 2013 conduce RaiTunes su Radio2, programma basato anche sulla forte interazione con gli ascoltatori tramite il web. Per RaiTunes e per l'insieme di quelle innovazioni sperimentate in radio, nel 2012 gli viene conferito il Premio Flaiano, per la categoria "radio". Nel 2012 e 2013 ha prodotto e condotto RaiTune5, programma televisivo su Rai 5. Da settembre 2013 ha iniziato un nuovo progetto: Casa Bertallot, un nuovo programma radiofonico in streaming on line (su bertallot.com). Il programma viene prodotto interamente in casa e distribuito sulla piattaforma audio online Spreaker. È forse il primo esempio, in Italia, di un protagonista della radiofonia “tradizionale“ che sceglie di trasferire nelle forme e nelle possibilità del web la cultura del fare radio. Casa Bertallot si consolida e diventa successivamente anche una radio 24 ore su 24 con diversi programmi serali. Ospita spesso musicisti, da Stefano Bollani a Jack Garratt, da Ezio Bosso ai Disclosure. 
Da ottobre 2014 realizza su Sky Arte il programma Variazioni Bertallot, una versione televisiva di alcuni format inventati per la radio e di crossover fra musica e arte. 
Da febbraio 2015 è direttore artistico della piattaforma di streaming musicale TIMmusic. Sotto la sua direzione si inaugura l'evoluzione della piattaforma verso l'integrazione di elementi e di nuove funzionalità di crossover con la cultura radiofonica, la curatela editoriale e il coinvolgimento di musicisti.
Dal 21 ottobre 2016, Casa Bertallot viene trasmessa tutti i venerdì dalle 18 alle 19 in esclusiva su LifeGate Radio. Da settembre 2022 è in onda con B Side su Radio Capital.

## Sperimentazioni
Negli ultimi anni ha realizzato idee di contaminazione fra stili, arti ed interazioni fra radio e web. Alcuni di questi esperimenti, nati per la radio, sono poi approdati in televisione. Con l'idea delle Jazzapposizioni ha invitato una lunga serie di jazzisti ad improvvisare su brani già editi, a volte storici, di musica elettronica. Con l'idea dei live remix ha unito virtualmente grandi musicisti in band per eseguire nuovi arrangiamenti intorno alle parti solo vocali di brani storici. Intersecando radio in diretta e social network ha consentito agli ascoltatori di diventare parte attiva del programma. Per la sua direzione artistica di TIMmusic, ha realizzato veri e propri ibridi fra le funzionalità tipiche dello streaming musicale e i format radiofonici che hanno sviluppato notevolmente la fruizione della piattaforma. A questo proposito si può dire che se gli esperimenti precedenti sono tutti nel senso di portare il web nella radio, da questa collaborazione con la piattaforma di streaming di TIM mette a fuoco l'idea speculare: portare la radio nel web.

## Discografia

### Solista
- 1994: Io vi voglio bene (Sugar)
- 1998: NoN (Universal)

### Con gli Aeroplanitaliani
- 1992: Stile Libero (Sugar)
- 2004: Sei Felice? (Sugar)
- 2007: Tuttoattaccato (Sugar)

### Con altri artisti
- 1996: con Francesco Aroni Vigone: Poesie Fuoribordo (testi di Eugenio Montale) (CMC)
- 1996: con Luca Carboni: Ex.T. Blu (BMG)
- 1997: con Patrizia di Malta: Lunghezza D'onda (EMI)
- 2010: con i Bud Spencer Blues Explosion & Saturnino: Daft Punk is playing at my house
- 2013: con Franky B : "Far Star"

## Discografia come deejay

### Compilation
- 1997: “B Side” (Virgin)
- 1998: “B Side” (Sony)
- 2000: “Bertallosophie” volume 1, 2, 3 (V2)
- 2005: “Bertallosophie Rew” (V2)
- 2005: “Bertallosophie FFwd” (V2)
- 2006: “Altrisuoni Italiani” (V2)
- 2009: “B Side” (Time records)
- 2010: “Tracce” (Sony)

### Remix
- 2002: Lemn: - “Architecture” (V2)
- 2003: Lou Reed: “Walk On The Wild Side” - Bertallot rmx - (BMG)
- 2003: Ivan Segreto: “Porta Vagnu” - Bertallot rmx - (Sony)
- 2007: Ivan Segreto: “Ampia” – Bertallot rmx - (Sony)

### Attività dal vivo
Dal 1996 suona in molti club, dai “Magazzini Generali” a Milano (dj resident dal 2002 al 2005) al “Privilege” di Ibiza.

## Televisione
- 1998-1999 MTV (Alt-Mtv)
- 2008-? All Music (Extra)
- 2009-? Bonsai Tv (B Side)
- 2012 -2013 RAI 5 (Raitune5)
- 2014 Sky Arte (Variazioni Bertallot)

## Radio
Collaborazioni con:
- Radio 105
- Rete 3 della Radio Svizzera Italiana
- 1996-2010: Radio Deejay (B Side)
- 2010-2013: Radio 2 (RaiTunes)
- 2013: CasaBertallot
- 2022: Radio Capital (B Side)

## Stampa
- Dal 1998: varie collaborazioni: Musica di Repubblica, Trax, Linus
- Dal 2006: GQ
- Dal 2008: Rolling Stone
- Dal 2010: Il Sole 24 Ore

### Teatro
- “Disco Inferno” con Lucilla Giagnoni: viaggio all'Inferno di Dante, di un'attrice e un dj
- “Spaesaggi” con Giorgio Albertazzi e Debora Mancini

### Libri
“Luoghi Comuni: lettura con dj”  Letture dal libro di Pino Corrias “Luoghi Comuni”

### Collaborazioni varie
- Soundtrack al film “Nocaut” 	Amka 2003
- Collaborazione alla direzione artistica della Heineken Nights di Umbria Jazz, 2001
- Collaborazione al progetto “Diesel U-Music”
- Direzione di Replay: Freeplay (2006 e 2007), tour di artisti internazionali.
- Direzione artistica sezione musicale Festival The Jambo (2013)
- Direzione Artistica TIMmusic (dal 2015)